# Paisaje fluvial

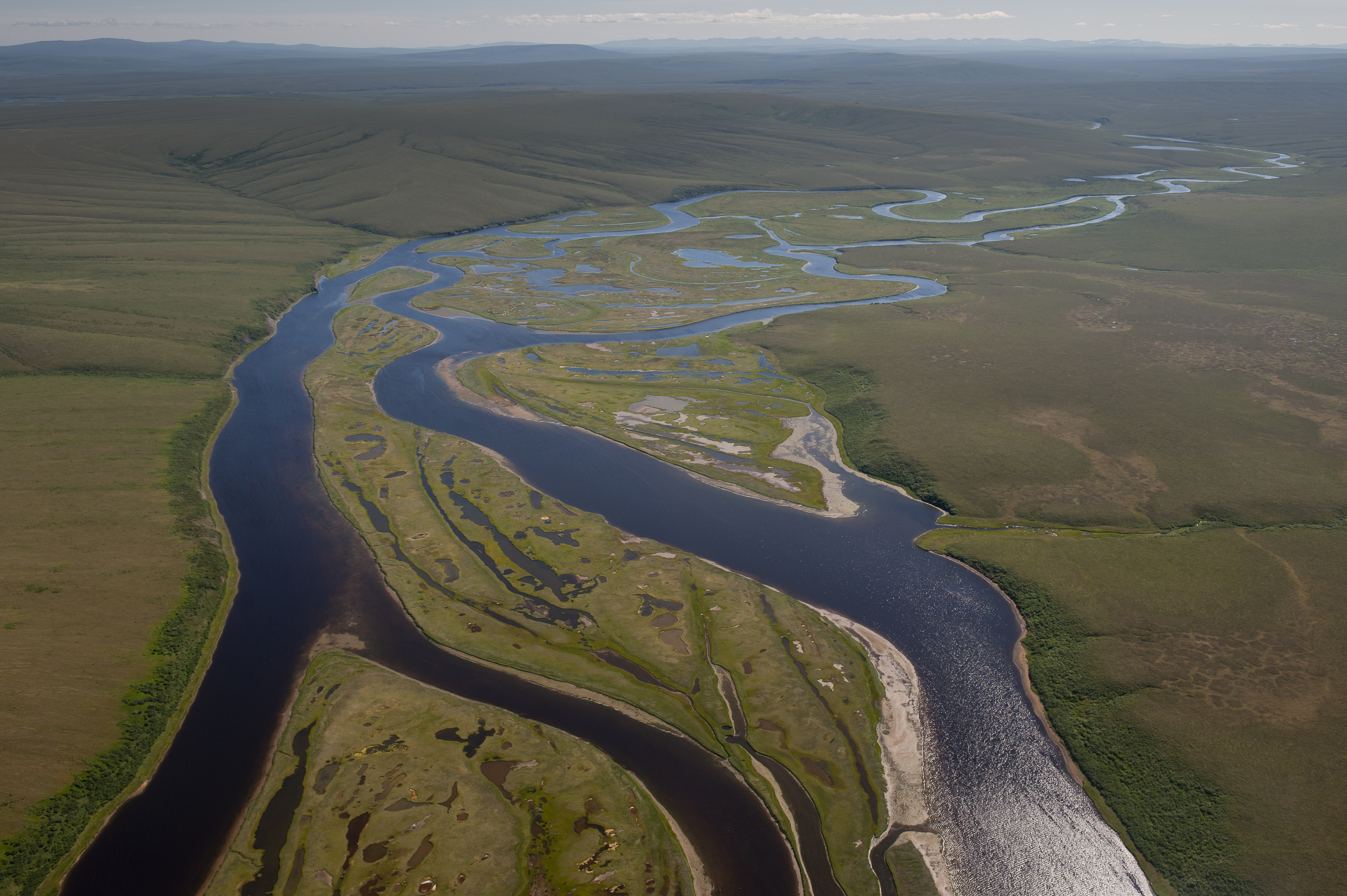
Un paisaje fluvial del río Kugruk (Alaska, Estados Unidos)

 Se entiende por paisaje fluvial, en el ámbito de la morfología fluvial,  al conjunto dinámico y estrechamente interligado que conforman, el río en el valle fluvial y a la cuenca de drenaje. 
Una cuenca de drenaje comprende toda el área de la cual una corriente y sus tributarios reciben agua y cada tributario tiene también su propia área de drenaje, que forma parte de la cuenca más grande. Cada corriente, aun la cañada más pequeña, tiene su propia cuenca de drenaje, cuya forma difiere de una corriente a otra, pero con la forma característica de un aguacate por cuyo extremo angosto emerge la corriente principal.

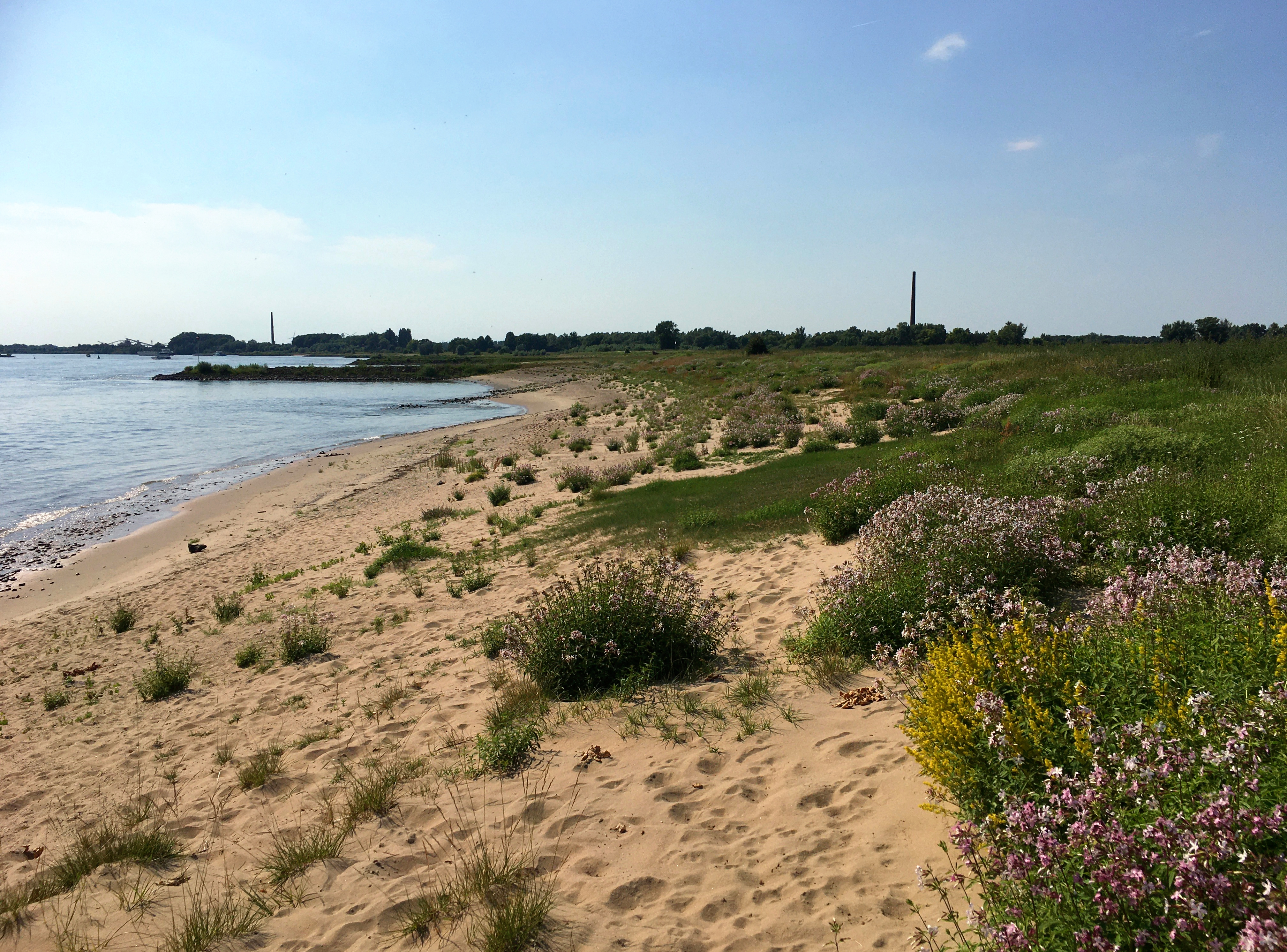
Paisaje fluvial del río Waal (Países Bajos)

 Los ríos son los principales agentes formadores del paisaje dependiendo de la litología, las estructuras geológicas por donde discurren y de los procesos activos e inactivos presentes en una determinada región (erosión, transporte, depósito de sedimentos), van conformando configuraciones diferentes de paisajes. Las tasas de evolución de los procesos que moldean el paisaje en un sistema fluvial están condicionadas por el clima, las actividades humanas que generan o imponen controles al flujo, y por los controles estructurales (como la subsidencia, movimientos tectónicos) generadores de fallas, pliegues, basculamientos, etc.

## Factores que afectan el paisaje fluvial
Existen factores a nivel de cuenca, de valle y de cauce, como son los geomorfológicos, geológicos, sismológicos, suelo, uso y cobertura de suelo, sedimentos, hidrológicos, hidráulicos, ecosistémicos y el nivel base, que afectan la estabilidad del cauce.
- Geológicos. Los depósitos superficiales existentes y las clases de rocas con sus características de meteorización, erosión, discontinuidades, rasgos topográficos y drenaje, influyen sobre el paisaje fluvial.

Son muy importante los contactos litológicos y las fallas geológicas existentes en la cuenca del río pues pueden inducir movimientos en masa de las laderas que al caer a un cauce crean eventualmente represamientos del flujo con consecuencias de magnitud impredecible hacia aguas abajo
- Sísmicos. La sismicidad de una zona se considera un factor detonante que induce por ejemplo movimientos en masa que pueden llegar a afectar la dinámica fluvial de un cauce. Es importante tener en cuenta aspectos como: datos históricos e instrumentales de localización y magnitud y frecuencia o período de retorno de los sismos.

- Suelo. Aspectos como la permeabilidad, la textura, la estructura y la susceptibilidad a la erosión de los suelos de las zonas de vertiente, son muy importantes en los procesos de cuantificación del aporte de sedimentos y escorrentía superficial y subsuperficial que estas zonas hacen a los ríos.

Por consiguiente, tienen un rol protagónico en el análisis de la dinámica fluvial, puesto que influyen no sólo en las condiciones hidrológicas sino también en la morfología del cauce, bien sea directa o indirectamente.
- Uso y cobertura del suelo. El uso y cobertura del suelo es el factor que más fácilmente da cuenta del grado de intervención antrópica sobre el medio y por consiguiente, permite explicar algunos de los cambios que se presentan en los ríos.

La variación del uso y cobertura puede en algunas áreas favorecer los procesos de inundación, degradación, agradación y movilidad de los cauces y en otras, propender por la recuperación de áreas degradadas. Sin embargo, la revegetación de antiguos cauces o madreviejas, el secamiento de planicies de inundación o la consolidación de centros poblados en áreas de antigua divagación de un río, pueden llegar a generar un problema puesto que para una creciente extrema el río busca recuperar sus antiguas formas.
Un suelo con una cobertura apropiada, acorde con su potencialidad y que regule procesos de movimientos en masa, minimiza la susceptibilidad al deslizamiento en algunas zonas; mientras que un área con conflicto de uso de suelo aumenta la susceptibilidad a que en un río se puedan presentar represamientos por deslizamientos de terrenos aledaños al río.
- Geomorfológicos. Los cambios geomorfológicos en el río están asociados a procesos de degradación lateral, degradación vertical y la agradación del cauce en el tiempo. También deben incluirse procesos que tienen lugar a corto plazo como son las variaciones de las márgenes y el fondo del cauce, asociadas usualmente con crecientes y las inundaciones por ella causadas.

Los ríos son los principales agentes formadores del paisaje dependiendo de las unidades litológicas, las estructuras geológicas por donde discurren y de los procesos morfológicos activos e inactivos presentes en una determinada región.  Las tasas de evolución de los procesos que moldean el paisaje en un sistema fluvial están condicionadas por el clima, las actividades humanas que generan o imponen controles al flujo y por los controles geológicos (unidades litológicas) y estructurales (fallas, pliegues).
El estudio de las formas del sistema fluvial es indispensable para conocer e identificar los controles naturales que ofrece la cuenca al paso de una creciente. Dichos controles pueden tener un carácter permanente como por ejemplo las terrazas aluviales (llanuras de inundación abandonadas) o pueden tener un carácter transitorio como son los complejos de orillares, los cuales pueden ser modificados con el paso de una creciente extrema.
Por lo anterior, es de suma importancia, distinguir los cauces de planicies de los cauces de montaña, para identificar los controles al flujo bien sean naturales (litológicos y estructurales) como antrópicos (presas, puentes, diques artificiales y obras de infraestructura en la planicie).
- Sedimentos. Las características del material que transporta una corriente están asociadas con la configuración geológica de la cuenca de drenaje. Los cauces son usualmente susceptibles de ser degradados, al presentarse un desequilibrio entre la capacidad de transporte de sedimentos y el suministro de los mismos, alterando la geometría hidráulica de la sección transversal.

Tres clases de materiales se distinguen en un cauce natural considerando únicamente la resistencia que ofrecen a ser transportados por una corriente: materiales no cohesivos o granulares, materiales cohesivos y rocas.
La interacción entre el flujo y el material granular aluvial ha sido más ampliamente estudiada debido a que es el caso más frecuente asociado con problemas en la hidráulica de ríos.
- Hidrológicos. A través de millones de años en la historia de la Tierra, los agentes erosivos han estado trabajando constantemente para reducir las masas terrestres (montañas) a nivel de los mares por lo que los ingenieros hidráulicos suelen decir que el trabajo de un río consiste en transportar las montañas hacia el mar. De estos agentes, el más importante es el agua que escurre en la superficie. Las corrientes de la Tierra mueven enormes cantidades de sedimentos a través de sus valles a las grandes cuencas de asentamiento para llegar finalmente a los mares.

La mayoría de los ríos van al mar, pero éste no se llena, ya que el agua que corre en capas delgadas por las pendientes y después por riachuelos, corrientes y ríos, provienen de los océanos.
Aunque, en una excepción, una parte de agua puede provenir del interior de la Tierra y salir a superficie mediante erupciones; pero una vez allí, esta agua también sigue el patrón general de movimiento del agua del mar a la tierra y viceversa, lo que se conoce con el nombre de ciclo hidrológico.
Cuando el agua ha caído sobre la tierra en forma de precipitación, sigue uno de los varios caminos que integran el ciclo hidrológico. La mayor parte se evapora volviendo a la atmósfera directamente o bien, es tomada por las plantas y transpirada por ellas al aire. Una pequeña cantidad sigue el camino del escurrimiento, es decir, el agua que escurre por la superficie del terreno y otra parte aún más pequeña del agua, es absorbida por el terreno a través de la infiltración. Teniendo en cuenta los pasos que sigue en el ciclo hidrológico, el agua que cae en forma de precipitación, se puede expresar en términos de la cantidad de escurrimiento, como sigue:
Escurrimiento = precipitación - [infiltración + evaporación + transpiración]
Eventos extremos de precipitación pueden ser detonantes de procesos como movimientos en masa que al afectar el cauce de un río alteran su dinámica fluvial. Además, lluvias extremas causan la crecida de los ríos, de allí que uno de los aspectos más importantes en un estudio de dinámica fluvial es el diseño hidrológico mediante el cual se determinan los caudales que se pueden presentar en el sitio de interés con cierta frecuencia. En este caso, se considera que las mayores transformaciones en los ríos suceden en condiciones de creciente, por lo que se da mayor importancia al análisis de los caudales máximos asociados a diferentes períodos de retorno, que a los mínimos y medios.
- Hidráulicos. Los factores hidráulicos involucrados en la estabilidad del cauce son numerosos e incluyen magnitud y frecuencia de las crecientes, velocidades del flujo, niveles del agua, gradiente hidráulico, formas de lecho, transporte de sedimentos, resistencia al flujo, tipo de flujo, contracciones al flujo, basuras y cuerpos flotantes.

El estudio hidráulico está orientado a la determinación de parámetros de interés a la hora de evaluar los diferentes procesos fluviales, estando entre los más importantes las velocidades, los niveles de flujo y el ancho de la superficie libre del flujo asociados a caudales para diferentes períodos de retorno.
Procesos de degradación y agradación se acentúan durante crecientes, siendo necesario determinar las velocidades del flujo para compararlas con velocidades críticas para inicio de transporte de sedimentos y ver qué proceso se estaría presentando.
- Eco-sistémicos. Los factores ecosistémicos involucran desde cambios en la cuenca hasta estructuras que pueden estar afectando la dinámica fluvial como presas, puentes, diques, obras de control fluvial, etc.

- Nivel de base de la corriente.

## Nivel de base de la corriente
El nivel base es el factor que controla el avance de una corriente, de la juventud a la vejez. 
El nivel base es un concepto clave en el estudio de la actividad de las corrientes. Se define como el punto más bajo al cual esa corriente puede erosionar su cauce. Cualquier medio que evite a la corriente rebajar más su canal, sirve para crear un nivel-base. Por ejemplo, la velocidad de una corriente se frena cuando entra a las aguas tranquilas de un lago. Aquí la corriente pierde su capacidad para erosionar y no puede cortar por debajo del nivel del lago. :En realidad, el control del lago sobre la corriente es efectivo a lo largo de todo el curso corriente arriba, pues ninguna parte del río puede erosionar bajo el nivel del lago (al menos mientras el lago no sea destruido); pero en sentido geológico, todo lago es temporal. Así, cuando el lago haya sido destruido, quizá por la excavación del terreno de su desagüe, ya no controlará por más tiempo el nivel-base de la corriente y ésta quedará en libertad de continuar su erosión hacia abajo. Al no ser permanente el nivel-base formado por un lago, es considerado como un nivel-base temporal.
Pero aunque una corriente se haya liberado de un nivel-base temporal, será controlada por otros más adelante, corriente abajo; y su fuerza erosiva está siempre influida por el océano, que es el nivel-base final. Sin embargo, el océano mismo está sujeto a cambios de nivel, de manera que el último nivel-base no está determinado totalmente.
El nivel-base de una corriente puede estar controlado no solamente por los lagos, sino también por capas de roca resistente y por el nivel de la corriente principal de la cual es afluente un tributario.
Si por alguna razón el nivel-base se eleva o desciende, la corriente ajustará el nivel de su cauce, para adaptarse a la nueva situación. Por ejemplo, al construir una presa y crear un lago a lo largo de su curso, se eleva el nivel-base de una corriente. El nivel del lago sirve como un nuevo nivel-base, y el gradiente de la corriente arriba de la presa es ahora menos pronunciado que originalmente. Como consecuencia, la velocidad de la corriente se reduce, y puesto que ésta no puede llevar por más tiempo todo el material aportado, comienza a depositar sedimentos en el punto donde penetra al lago. A medida que pasa el tiempo se forma un nuevo cauce del río con aproximadamente la misma pendiente que el cauce original, pero a un nivel más alto.
Si se baja el nivel-base del río, al quitar la presa y consecuentemente el lago, el río podrá ahora cortar los sedimentos que depositó cuando todavía existía el lago. En poco tiempo el perfil del canal será esencialmente el mismo que antes de empezar a modificar la corriente. Por lo tanto, en general, una corriente se ajusta por sí misma a una elevación en el nivel-base formando su canal mediante la sedimentación, y se ajusta a un descenso en el nivel-base erosionando su canal hacia abajo.
Cualquier movimiento significativo del nivel base, ya sea hacia arriba o hacia abajo, interrumpirá el ciclo. Por ejemplo, si el nivel del mar desciende o los movimientos de la corteza terrestre elevan y arquean el terreno, la corriente comenzará a profundizar su cauce y a ajustar su perfil al nuevo nivel base. Entonces, un valle joven en forma de V se puede desarrollar dentro de un amplio valle maduro, estableciendo un nuevo ciclo de erosión. Si el nuevo nivel base permanece constante por un tiempo suficientemente largo, toda evidencia del ciclo original desaparecerá y el valle pasará de la juventud a la madurez y a la senectud.
Si una corriente madura ha alcanzado la etapa de formación de meandros y es levantada por los movimientos terrestres, puede ser capaz de cortar su cauce hasta la roca subyacente, en una serie de meandros entrelazados. Esto quiere decir que el nuevo valle será joven, pero continuará siguiendo el antiguo patrón establecido por la corriente antes de que tuviera lugar el cambio en el nivel-base. Una corriente puede rejuvenecer cuando se ve forzada a comenzar un nuevo ciclo de erosión por el cambio de condiciones. Las interrupciones en el ciclo de erosión pueden producirse también de otras maneras. Por ejemplo, si el nivel base-sube, el río depositará su carga en un intento de crear un nuevo perfil. Como resultado, un valle joven puede llegar a cargarse de sedimentos y adoptar algunas de las características de la edad senil. Sin embargo, tal valle no está estrictamente dentro de la etapa senil del ciclo de erosión, pues su edad aparente radica en el depósito de sedimentos más que en la erosión.